# Zalman Aran
Pour les articles homonymes, voir Aran.
Zalman Aran (hébreu : זַלְמָן אֲרָן), né Zalman Aharonowitz le 1er mars 1899 à Iouzovka (Empire russe) et mort le 6 septembre 1970, est un enseignant et militant sioniste devenu homme politique israélien. Il est ministre sans portefeuille de 1954 à 1955, ministre des Transports en 1955 puis ministre de l'Éducation et de la Culture à deux reprises entre 1955 et 1969.

## Biographie
Zalman Aharonowitz naît le 1er mars 1889 à Iouzovka, dans le gouvernement de Iekaterinoslav de l'Empire russe (aujourd'hui la ville de Donetsk en Ukraine). Il reçoit un enseignement religieux dans un heder. Il étudie plus tard l'agriculture à Kharkov. Durant sa jeunesse, il s'investit dans la Jeunesse de Sion (Tze'irei Zion) et devient membre du « comité d'organisation de l'auto-défense » du mouvement en 1917. Il travaille comme enseignant et statisticien de 1918 à 1923. En 1920, après la disparition de la Jeunesse de Sion, Aran rejoint les Socialistes sionistes et siège au comité central secret du parti de 1924 à 1925.
En 1926, il émigre en Palestine mandataire, où il rejoint le parti Akhdut HaAvoda. Il travaille alors dans le bâtiment. En 1930, après la fusion d'Akhdut HaAvoda au sein du Mapaï, Aran devient secrétaire général du nouveau parti à Tel Aviv. De 1936 à 1947, il est trésorier et directeur du département d'information de la Histadrout. Il est un des fondateurs de l'école des militants du syndicat. Il devient membre du Comité exécutif sioniste en 1946, dont il intègre le présidium en 1948.
Il est élu député à la Knesset en 1949, puis réélu en 1951, 1955, 1959, 1961 et 1965. Il préside la commission parlementaire des Affaires étrangères et de la Défense (en). Il est également membre de la commission de la Chambre. Il est nommé ministre sans portefeuille en 1953, puis ministre des Transports (en) en 1954. Il est ensuite ministre de l'Éducation et de la Culture de 1955 à 1960 et de 1963 à 1969.
En tant que ministre de l'Éducation, il introduit l'identité et la tradition juives dans les programmes scolaires et promeut la formation technique. En 1955, la Knesset valide sa réforme du programme scolaire israélien ainsi que sa proposition d'instauration d'un diplôme du cycle secondaire et le relèvement de l'âge de scolarisation obligatoire de 14 à 16 ans. Aran promeut également l'intégration d'enfants issus de contextes différents,.
En 1967, en tant que ministre du gouvernement, Aran soutient la position de la majorité visant à trouver une solution diplomatique au blocus égyptien du détroit de Tiran. Il s'oppose à d'éventuelles frappes préventives qui, selon lui, auraient mis en danger le front intérieur et l'Armée de l'air israélienne. Il s'oppose également à l'occupation israélienne de Jérusalem-Est.
Aran meurt en septembre 1970. Il est inhumé au cimetière juif du mont des Oliviers.
L'école d'histoire de l'université de Tel Aviv et la bibliothèque centrale de l'université Ben Gourion du Néguev sont nommées en son honneur, ainsi que plusieurs écoles en Israël.

## Ouvrages
Aran est l'auteur de plusieurs ouvrages :
- (he) Trials of Education and implementation (1971)
- (he) Autobiographie (1971)
- (he) Front and the appearance (1972)